# Bart the Mother
«Bart the Mother» (с англ. — «Барт — мама») — третий эпизод десятого сезона мультсериала Симпсоны. Впервые вышел в эфир 27 сентября 1998 года. Сценарий написал Дэвид С. Коэн, а режиссёром серии стал Стивен Дин Мур.

## Сюжет
Симпсоны отправляются в центр развлечений. Каждый находит себе занятие по душе: Мардж — картинг, Гомер — бейсбол, а Барт с Лизой отправились в аркаду. Там Барт становится свидетелем того, как Нельсон за краденые выигрышные билеты приобретает себе пневматическое ружьё. И хотя Мардж запрещает Барту дружить с Нельсоном, тот всё равно приходит к Нельсону в гости. Там они начинают упражняться в стрельбе и Барт, по инициативе Нельсона, случайно попадает в птицу-наседку и убивает её. Об этом узнаёт Мардж и сильно разочаровывается в сыне. И тогда Барт совершает неожиданный поступок: он забирает яйца погибшей птички и начинает заботиться о ещё не вылупившихся птенцах. Поначалу он держит это в секрете от семьи, но вскоре Мардж узнает о поступке Барта и сразу же прощает его за предыдущий инцидент. Вскоре вся семья собирается возле гнезда Барта, чтобы посмотреть на птенцов. Но когда яйца лопаются, выясняется, что там были вовсе не птенцы, а две агрессивные ящерицы.
Барт решает выяснить, что же это за птицы, и идет в Клуб любителей птиц, возглавляемый Директором Скиннером. Там он узнает, что высидел двух боливийских ящериц, известных как пожиратели птичьих яиц. Такие ящерицы появились в Спрингфилде из ящика боливийских пончиков, которые доставляли Апу. Теперь Скиннер хочет убить ящериц из-за их опасности для окружающей среды. Но Барт очень привязался к своим ящерицам и не хочет их смерти. Он сбегает с ящерицами на крышу, но там его ловит Скиннер и сбрасывает опасных животных с крыши. Но у ящериц оказываются перепонки, благодаря которым они плавно спускаются на землю.
Позже выясняется, что ящерицы поедают только голубей, за что Барта награждают ароматизированной свечой за избавление города от птиц-мусорщиков. Лиза боится что эти ящерицы "унаследуют популярность мусорщиков из-за размножения по городу", но они считают что и с ними избавятся.

## Последнее появление
Трой МакКлюр